# 2003-as magyar asztalitenisz-bajnokság
A 2003-as magyar asztalitenisz-bajnokság a nyolcvanhatodik magyar bajnokság volt. A bajnokságot február 28. és március 2. között rendezték meg Budapesten, a Statisztika Marczibányi téri csarnokában.

## Eredmények
| Versenyszám  | Arany                                                 | Arany | Ezüst                                                              | Ezüst | Bronz | Bronz |
| ------------ | ----------------------------------------------------- | ----- | ------------------------------------------------------------------ | ----- | --- | ----- |
| Férfi egyéni | Demeter Lehel Kecskeméti Spartacus                    |       | Németh Károly BVSC                                                 |       | Lindner Ádám Postás-Matáv SEPázsy Ferenc Postás-Matáv SE                                                                                |       |
| Női egyéni   | Fazekas Mária Statisztika Petőfi SC                   |       | Lovas Petra Postás-Matáv SE                                        |       | Molnár Zita Statisztika Petőfi SCÉllő Vivien Postás-Matáv SE                                                                            |       |
| Férfi páros  | Demeter Lehel, Zoltán Zoltán Kecskeméti Spartacus     |       | Pázsy Ferenc, Lindner Ádám Postás-Matáv SE                         |       | Németh Károly, Vitsek Iván BVSC, VÖEST Linz Varga Zoltán, Magyar László BVSC                                                            |       |
| Női páros    | Fazekas Mária, Molnár Zita Statisztika Petőfi SC      |       | Braun Éva, Iszajeva Anna BSE                                       |       | Csernyik Ildikó, Szvitán Krisztina Statisztika Petőfi SC, Orosházi MTKLovas Petra, Póta Georgina Postás-Matáv SE, Statisztika Petőfi SC |       |
| Vegyes páros | Vitsek Iván, Éllő Vivien VÖEST Linz , Postás-Matáv SE |       | Lindner Ádám, Póta Georgina Postás-Matáv SE, Statisztika Petőfi SC |       | Varga Zoltán, Braun Éva BVSC, BSEMarsi Márton, Lovas Petra BVSC, Postás-Matáv SE                                                        |       |